# Ctenomys minutus
Ctenomys minutus é uma espécie de mamífero da família Ctenomyidae. Endêmica do Brasil, onde pode ser encontrada nos estados do Rio Grande do Sul e Santa Catarina.
Tradicionalmente incluía Ctenomys bicolor, do Mato Grosso e Bolívia, como uma subespécie, entretanto, este táxon foi elevado a categoria de espécie distinta com base em análises moleculares e morfológicas.